# Paul Hausser
Paul Hausser (ur. 7 października 1880 w Brandenburg an der Havel, zm. w 21 grudnia 1972 w Ludwigsburgu) – niemiecki wojskowy, szkoleniowiec i bojówkarz, SS-Oberstgruppenführer, generał pułkownik Waffen-SS, jego współtwórca i najwyższy rangą oficer obok Dietricha, dowódca 2 Dywizji Pancernej SS, II Korpusu Pancernego SS, 7 Armii oraz grup armii „Górny Ren” i „G”. Po wojnie aktywny działacz kombatancki, członek HIAG rozpowszechniający wizję Waffen-SS jako „zwykłych żołnierzy”. Uczestnik I i II wojny światowej oraz rewolucji listopadowej.

## Nauka i pierwsze lata w armii
Był synem pruskiego oficera Kurta Haussera i Anny z domu Otto. Od 1892 pobierał nauki w Zakładzie Kadetów Berlin-Lichterfelde. W 1899 w stopniu podporucznika wstąpił do 155 pułku piechoty w Ostrowie Wielkopolskim, w którym służył do 1907. 9 listopada 1912 poślubił Elisabeth Gerard. W latach 1907–1912 studiował w Akademii Wojennej. W 1912 został przeniesiony do Wielkiego Sztabu Generalnego i 22 marca 1913 otrzymał nominację na kapitana.

## I wojna światowa. Okres Republiki Weimarskiej
Podczas I wojny światowej pełnił rozmaite funkcje służbowe jako oficer Sztabu Generalnego. Walczył we Francji, Kurlandii i Rumunii, otrzymał liczne odznaczenia za odwagę. Wojnę zakończył w stopniu majora.
Po zakończeniu wojny, należał do Grenzschutz Ost na wschodniej granicy, a od 1920 był oficerem Wojsk Lądowych Rzeszy (Reichsheer). 27 lipca 1927 roku awansowany na stopień pułkownika. Od 1930 do 1932 był dowódcą piechoty IV Okręgu Wojskowego i zastępcą dowódcy 4 Dywizji Piechoty. W styczniu 1932 został przeniesiony w stan spoczynku.

## W szeregach SS
Po przejściu na wojskową emeryturę Hausser zaangażował się w działalność organizacji nacjonalistycznych. Był przywódcą Stahlhelmu okręgu Berlin-Brandenburg, a po wchłonięciu tej organizacji przez SA został standartenführerem SA. W tym czasie Reichsführer-SS Heinrich Himmler zaproponował mu wyszkolenie Oddziałów Dyspozycyjnych SS (SS-Verfugungstruppe, SS-VT), zalążka przyszłej Waffen-SS. W listopadzie 1934 Hausser, w stopniu standartenführera, został przyjęty do SS. Jego pierwszym zadaniem było kierowanie Szkołą Dowódców SS w Brunszwiku (Junkerschule Braunschweig). Stworzony przez niego program szkoły szybko stał się wzorem nie tylko dla innych szkół dowódców SS, lecz również został skopiowany przez szkoły podoficerskie i wojskowe w całej Rzeszy. Himmler był pod wrażeniem dokonań szkoleniowych Haussera i mianował go inspektorem wszystkich szkół dowódców SS. Jako inspektorowi szkolnictwa podlegały mu Szkoły Junkrów SS w Brunszwiku i Bad Tölz oraz Akademia Lekarska SS w Grazu. W kwietniu 1936 otrzymał nominację na oberführera SS, a pięć tygodni później na brigadeführera SS. 1 października 1936 został kierownikiem właśnie utworzonego Inspektoratu Oddziałów Dyspozycyjnych SS w Głównym Urzędzie SS; tym samym był odpowiedzialny za wszystkie jednostki SS, z wyjątkiem oddziałów Totenkopf (straży obozów koncentracyjnych).
Dzięki niemu m.in. Oddziały Dyspozycyjne SS, jako pierwsze jednostki wojskowe, nosiły na ćwiczeniach maskujące mundury polowe. Przez następne trzy lata Hausser nadzorował organizację, rozwój i wyszkolenie pułków SS (SS-Standarten) „Deutschland”, „Germania” i „Der Führer” jako zmotoryzowanych związków, przewidzianych do zabezpieczenia nazistowskiego reżymu wewnątrz kraju.

## Lata 1939–1941
W kampanii wrześniowej brał udział jedynie jako obserwator przy sztabie Dywizji Pancernej „Kempf”. Hausser, mianowany właśnie gruppenführerem SS został dowódcą pierwszej kompletnej dywizji Waffen-SS, wystawionej 10 października 1939, którą dowodził podczas podboju Holandii, Belgii i Francji, docierając aż do granicy hiszpańskiej. Widząc sukcesy odnoszone przez Waffen-SS w kampanii francuskiej, Hitler zezwolił na wystawienie nowych dywizji. Ich rdzeń stanowiła dywizja Haussera zwana początkowo dywizją „Deutschland”, od początku 1941 – dywizją SS „Das Reich”, a później 2 Dywizją Pancerną SS „Das Reich”. W kwietniu 1941 dywizja uczestniczyła w podboju Jugosławii. Następnie, w ramach koncentracji do operacji „Barbarossa” została przeniesiona do Polski.

## Operacja Barbarossa
Po agresji na ZSRR dywizja Haussera uczestniczyła w bitwach na obszarze operacyjnym Grupy Armii Środek (Mitte). W jednej z bitew Paul Hausser został ciężko ranny w twarz i stracił prawe oko. Przetransportowano go do Niemiec, a kuracja trwała wiele miesięcy.
W maju 1942 Hausser – od października 1941 obergruppenführer SS i generał Waffen-SS – powrócił na front jako dowódca nowo utworzonego Korpusu Pancernego SS stacjonującego w północnej Francji. Był pierwszym oficerem SS, który został dowódcą Korpusu Armijnego Waffen-SS. Podlegały mu 1, 2 i 3 Dywizja SS przezbrojone w nowoczesne dywizje Grenadierów Pancernych („Leibstandarte Adolf Hitler”, „Das Reich” i „Totenkopf”).
W styczniu 1943 Korpus Pancerny Haussera został przeniesiony z Francji do Charkowa, czwartego pod względem wielkości miasta ZSRR, którego ze względów prestiżowych Hitler chciał bronić „do ostatniego żołnierza”. 15 lutego w południe Hausser został niemal całkowicie okrążony przez dwie armie radzieckie. Zamiast poświęcić swoje dwie dywizje (dywizja „Totenkopf” jeszcze nie dotarła do Rosji), Hausser kazał swojemu korpusowi przebić się na południowy zachód – nie przejmując się rozkazami Hitlera ani generałów Wojsk Lądowych. 16 lutego rano ostatnia niemiecka jednostka straży tylnej wycofała się z Charkowa. Swoją decyzją Hausser uratował także 320 Dywizję Piechoty Wojsk Lądowych oraz wypróbowaną Dywizję Grenadierów Pancernych „Grossdeutschland”. Hitler nie ukarał generała, nie od razu jednak wybaczył Hausserowi zignorowanie rozkazu, nawet kiedy wszystkie raporty potwierdziły, że ten postąpił słusznie. Za karę do lipca 1943 roku nie zatwierdzał propozycji odznaczenia Haussera Liśćmi Dębowymi do Krzyża Rycerskiego.
Podczas trzeciej bitwy o Charków korpus Haussera, wzmocniony Dywizją SS Totenkopf, zajmował lewą flankę operacji oskrzydlającej, rozpoczętej 19 lutego 1943. 10 marca jego oddziały wdarły się do Charkowa i po sześciodniowych walkach ulicznych opanowały go z powrotem.
W bitwie pod Kurskiem (operacja „Cytadela” – „Unternehmen Zitadelle”) w lipcu 1943 Hausser dowodził II Korpusem Pancernym SS. Podczas tej bitwy jego oddziały wysunęły się do przodu dalej od wszystkich innych niemieckich związków i zniszczyły kilkaset radzieckich czołgów (bitwa pod Prochorowką). Mimo to Niemcy ponieśli pod Kurskiem klęskę.

## Na Zachodzie – walki w Normandii i pod Falaise
Na wieść o upadku włoskiego dyktatora Benito Mussoliniego Hitler zarządził przeniesienie II Korpusu Pancernego SS do północnych Włoch; ostatecznie front wschodni opuściły tylko główna kwatera Korpusu i 1 Dywizja Grenadierów Pancernych. Hausser pozostał we Włoszech do grudnia 1943 roku, ale nie stoczył tam żadnej walki. Następnie przeniesiono go do Francji, gdzie jego sztab przejął nowo sformowane dywizje pancerne SS: „Hohenstaufen” i „Frundsberg”.
Korpus Haussera miał pozostać w rezerwie, ze względu na spodziewaną inwazję aliantów. Kiedy jednak w kwietniu 1944 roku 1 Armia Pancerna została okrążona w Galicji, w celu jej ratowania (zakończonego powodzeniem) ponownie wezwano na front wschodni II Korpus Pancerny SS. Zamiast jednak odesłać go do Francji, Hitler przeniósł go do Polski, gdzie stanowił jego rezerwę przeciw Rosjanom. Dopiero 11 czerwca – pięć dni po lądowaniu aliantów w Normandii – Hitler zarządził przeniesienie korpusu ponownie do Francji, gdzie przydzielono mu odcinek frontu na zachód od Caen.
Bitwa o Normandię była najcięższą i najbardziej zaciętą bitwą w całej karierze Haussera. Liczebnie znacznie ustępował przeciwnikowi, który niczym niezagrożony, całkowicie dominował w powietrzu i na morzu, prawie całkowicie uniemożliwiając dostawę zaopatrzenia. Mimo ciężkich strat, Hausser utrzymał swoje pozycje, za które odpowiadał. Po śmierci generała pułkownika Dollmanna z 7 Armii, stanowiącej lewe skrzydło frontu normandzkiego, Hausser, który wkrótce potem został awansowany do stopnia oberstgruppenführera SS i generała pułkownika Waffen-SS, został mianowany nowym dowódcą 7 Armii. Tym samym stał się pierwszym oficerem SS, który został na stałe dowódcą armii.
7 Armia Haussera była znacznie słabsza od stojącej po jej prawej stronie 5 Armii Pancernej.
Zasadnicze przełamanie frontu w Normandii przez aliantów nastąpiło na odcinku Haussera 25 lipca 1944 roku. W toku walk, szybko posuwające się oddziały amerykańskie dotarły na odległość kilkuset metrów od wysuniętego stanowiska dowodzenia 7 Armii koło Avranches. Odcięty tam Hausser oraz liczni wyżsi oficerowie jego sztabu próbowali uciekać pieszo, wykorzystując luki pomiędzy kolumnami amerykańskich pojazdów. W tej sytuacji Hausser całkowicie utracił wpływ na przebieg bitwy. Jego postępowanie w tym okresie spotkało się z krytyką feldmarszałka von Klugego i wielu powojennych historyków.
Kiedy 3 Armia amerykańskiego generała Pattona zagroziła 5 Armii Pancernej i 7 Armii okrążeniem na południe od Caen, Hausser i Kluge sprzeciwili się nierealistycznemu planowi Hitlera, by skoncentrować dziewięć zdziesiątkowanych dywizji pancernych na zachodnim skraju wybrzuszenia frontu, przebić się nimi na zachód do samego wybrzeża i odciąć od niego Pattona. Zamiast tego Kluge i Hausser proponowali wycofanie się za Sekwanę. Nie udało się jednak przeforsować tej koncepcji. 17 sierpnia 1944 roku większość sił Grupy Armii B wpadła w okrążenie pod Falaise. Hausser, który wraz ze swymi żołnierzami znalazł się w kotle, wydał rozkaz, żeby w nocy z 19 na 20 sierpnia wszystkie zdolne do walki jednostki zaczęły się pojedynczo przebijać. Osobiście objął dowodzenie. Ta decyzja Haussera ocaliła mniej więcej jedną trzecią jego armii. Sam generał dołączył do 1 Dywizji Pancernej SS „Leibstandarte Adolf Hitler” i kiedy 20 sierpnia maszerował z pistoletem maszynowym na ramieniu, został ciężko zraniony przez amerykański granat. Kilku żołnierzom udało się przenieść go poza niemieckie linie, gdzie został opatrzony, a następnie trafił do sanatorium w Greifswaldzie.

## Dowódca Grupy Armii
Sześć dni po odniesieniu ran Hausser otrzymał Miecze do Krzyża Rycerskiego. Dopiero jednak 23 stycznia 1945 był zdolny do powrotu na front, gdzie objął dowództwo Grupy Armii Górny Ren (Oberrhein). Jednak już sześć dni później grupa ta została rozwiązana, a on sam otrzymał dowództwo Grupy Armii G z zadaniem obrony południowych Niemiec. Hausserowi, ze względu na ogólną sytuację na froncie, nie pozostało wtedy nic innego niż wycofywać się przez Kraj Saary i Palatynat, prowadząc walki powstrzymujące. W lutym 1945 wydał rozkaz wytrwania za wszelką cenę, w którym groził natychmiastowym rozstrzelaniem swoich własnych rozproszonych żołnierzy. Wkrótce jednak poczuł się rozczarowany reżymem Hitlera, irytowały go również ciągłe ingerencje Hitlera w szczegóły jego operacji wojskowych. Osobiste stosunki między tymi dwoma, które od drugiej bitwy o Charków stopniowo się pogarszały, największy kryzys osiągnęły wiosną 1945 roku. 30 marca 1945 roku Hitler wypowiedział się, że ani generał SS Sepp Dietrich, ani Hausser nie zaliczają się do wielkich strategicznych talentów. Trzy dni później Hausser zaproponował dalszy odwrót do południowych Niemiec, żeby zamknąć lukę pomiędzy 1 i 7 Armią. Efektem tej propozycji była jego dymisja ze stanowiska dowódcy i zastąpienie go generałem piechoty Friedrichem Schulzem. W ostatnich tygodniach wojny Hausser był bezczynny, a w maju poddał się Amerykanom na terenie Austrii.

## Po wojnie
W procesach norymberskich w 1946 Hausser był najważniejszym świadkiem obrony Waffen-SS, zeznając, że jego ludzie byli takimi samymi żołnierzami jak wszyscy inni. Mimo to, cała SS, łącznie z Waffen-SS, potępiona została jako organizacja zbrodnicza. Hausser pozostał w więzieniu do 1948.
W okresie powojennym był aktywnym członkiem Wspólnoty Pomocy Wzajemnej Waffen-SS (HIAG), często bywał na imprezach weteranów Waffen-SS oraz był autorem licznych artykułów dla ich czasopism („Wiking-Ruf”, później „Der Freiwillige”). W 1953 napisał pierwszą książkę Waffen-SS w akcji (Waffen-SS im Einsatz), którą w 1966 poszerzył i opatrzył podtytułem Żołnierze jak wszyscy inni (Soldaten wie andere auch). Przedmowę do tej książki napisał generał pułkownik Heinz Guderian. Hausser zmarł 1972 roku w Ludwigsburgu. Został pochowany na Cmentarzu Leśnym w Monachium, a w pogrzebie uczestniczyło tysiące jego byłych żołnierzy z Waffen-SS.

## Znaczenie
Paul Hausser był w znacznym stopniu odpowiedzialny za rozwój Waffen-SS w potężną siłę zbrojną, którą w sposób zasadniczy uformował. Chętnie przedstawiał Waffen-SS jako czwartą część Wehrmachtu, niezależną od innych organizacji SS, chociaż między Waffen-SS i oddziałami wartowniczymi obozów koncentracyjnych istniała wymiana kadr. Jako generał był ponadprzeciętnie utalentowanym dowódcą dywizji i wręcz błyskotliwym dowódcą korpusu. Na tym tle jego osiągnięcia jako dowódcy 7 Armii w Normandii dają powody do krytyki. Odznaczał się nie tylko osobistą odwagą, walcząc na czele swoich oddziałów, lecz również odwagą cywilną – często sprzeciwiał się rozkazom Hitlera, ponieważ nie chciał bezsensownie poświęcać swoich ludzi.

## Awanse
- Podporucznik (Leutnant) – 1899
- Porucznik (Oberleutnant) – 1909
- Kapitan (Hauptmann) – 1913
- Major (Major) – 1918
- Podpułkownik (Oberstleutnant) – 1923
- Pułkownik (Oberst) – 1927
- Generał major (Generalmajor) – 1931
- SS-Standartenführer – 1934
- SS-Oberführer – 1936
- SS-Brigadeführer – 1936
- SS-Gruppenführer – 1939
- SS-Obergruppenführer – 1941
- SS-Oberstgruppenführer – 1 sierpnia 1944

## Odznaczenia
- Krzyż Żelazny II klasy – 1914
- Krzyż Żelazny I klasy – 1914
- Krzyż Honorowy – 1934
- Krzyż Żelazny II klasy – 1939
- Krzyż Żelazny I klasy – 1940
- Krzyż Rycerski Krzyża Żelaznego z Liśćmi Dębu, Mieczami
  - Krzyż Rycerski – 1941
  - Liście Dębu – 1943
  - Miecze – 1944
- Odznaka za Rany srebrna – 1942
- Order Domowy Hohenzollernów[1]
- Kawaler Order Zasługi Wojskowej z mieczami[1]
- Kawaler I klasy Orderu Alberta z mieczami[1]
- Kawaler I klasy Orderu Fryderyka z mieczami[1]
- Krzyż Fryderyka[1]
- Order Korony Żelaznej III klasy[1]
- Pierścień SS
- Złota Odznaka NSDAP – styczeń 1943
- Odznaka za Służbę w SS
- Medal za Kampanię Zimową na Wschodzie 1941/1942[2]